# Автошлях Т 0615
Автошля́х Т 0615 — автомобільний шлях територіального значення починається від перетину з М07 E373 до Лугини М07 E373 у Житомирській області. Загальна довжина — 2,7 км.
Починається у селі Глухова (М07 E373), закінчується у смт Лугини.